# Podoctops multimaculatus
Genre
Espèce
Podoctops multimaculatus, unique représentant du genre Podoctops, est une espèce d'opilions laniatores de la famille des Podoctidae.

## Distribution
Cette espèce est endémique de Sumatra en Indonésie. Elle se rencontre vers Padang.

## Description
Le mâle holotype mesure 3 mm.

## Publication originale
- Roewer, 1949 : « Über Phalangodidae II. Weitere Weberknechte XIV. » Senckenbergiana, vol. 30, p. 247–289.